# Österreichischer Frauen-Fußballcup 1982/83
Der Österreichische Frauen-Fußballcup wurde in der Saison 1982/83 unter dem Namen Frauen-Fußball-Cup, ausgerichtet vom Wiener Fußball-Verband, zum 11. Mal ausgespielt. Den Pokal gewann zum vierten Mal der ESV Ostbahn XI Wien.

## Teilnehmende Mannschaften
Für den österreichischen Frauen-Fußballcup hätten sich anhand der Teilnahme der Ligen der Saison 1982/83 folgende 13(!!) Mannschaften, die nach der Saisonplatzierung der Damenliga Ost I 1981/82 und der Damenliga Ost II 1981/82 geordnet sind, qualifiziert. Teams, die als durchgestrichen gekennzeichnet sind, nahmen am Wettbewerb aus diversen Gründen nicht am Wettbewerb teil oder sind zweite Mannschaften und spielten daher nicht um den Pokal mit. Weiters konnten noch Vertreter aus den anderen Bundesländern teilnehmen.
| Frauen-Bundesliga (10) | Damenliga Ost (2) | Vertreter aus den anderen Bundesländern (1) |
| --- | --- | ------------------------------------------- |
| - USC Landhaus (W) - DFC Ostbahn XI (W) (C) - Union Kleinmünchen (OÖ) - LUV Graz (ST) - SV Aspern (W) - 1. DFC Leoben (ST) - DFC Alland-Brunn (NÖ) - ASV 13 (W) (N) - Tyrolia Halbturn (B) (N) - KSV Wiener Berufsschulen (W) (N) | - USC Landhaus II (W) - SV Aspern II (W) - SC Wullersdorf (NÖ) - 1. SC Sollenau (NÖ) - DFC Ostbahn XI II (W) (N) - KSV Wiener Berufsschulen II (W) (N) | - FC Wacker Innsbruck (T)                   |
| Erläuterungen Länderkürzel: (B): Burgenland, (OÖ): Oberösterreich, (NÖ): Niederösterreich, (ST): Steiermark, (T): Tirol, (W): Wien                                                                                                | |                                             |

| (C) | amtierender Cupsieger 1981/82    |
| (A) | Absteiger der Saison 1982/83     |
| (N) | Neuaufsteiger der Saison 1982/83 |

## Turnierverlauf
Es liegen nur die Ergebnisse von ein paar Begegnungen vor dem Finale vor.

### 1. Cuprunde
| Datum        |                     | Ergebnis |            |
| ------------ | ------------------- | -------- | ---------- |
| keine Angabe | FC Wacker Innsbruck | 3:2      | DFC Leoben |

### Viertelfinale
| Datum        |                     | Ergebnis |                 |
| ------------ | ------------------- | -------- | --------------- |
| keine Angabe | FC Wacker Innsbruck | 4:0      | SG Alland/Brunn |

### Halbfinale
| Datum        |                | Ergebnis |                     |
| ------------ | -------------- | -------- | ------------------- |
| keine Angabe | DFC Ostbahn XI | 4:1      | FC Wacker Innsbruck |

### Finale
Das Finale wurde am FavAC-Platz in Wien ausgetragen
| Datum        |                | Ergebnis |              |
| ------------ | -------------- | -------- | ------------ |
| keine Angabe | DFC Ostbahn XI | 2:0      | USC Landhaus |